# Sleme (geografija)
Sleme  v geografiji pomeni strmo podolgovato enakomerno dvigajočo se vzpetino.